# Agonocryptus lioneli
Agonocryptus lioneli är en stekelart som beskrevs av Gupta 1982. Agonocryptus lioneli ingår i släktet Agonocryptus och familjen brokparasitsteklar. Utöver nominatformen finns också underarten A. l. coxinota.